# QBU-88
QBU-88 (Тип 88) — китайська марксманська гвинтівка компонування булпап, розроблена корпорацією Norinco для Народно-визвольної армії Китаю.

## Опис
Працює за схемою з газовідвідною автоматикою та коротким ходом газового поршня. Ствольна коробка – сталева. Гвинтівка має відкриті прицільні пристрої, регульований діоптричний цілік, мушку в кільцевому намушнику. Ствольна коробка оснащена кріпленням для встановлення кронштейна оптичних або нічних прицілів. На гвинтівку кріпиться 4-разовий денний оптичний приціл. Ствол оснащується полум'ягасником.
Для стрільби з QBU-88 застосовуються проміжні набої калібру 5,8×42 мм, точніше їхній спеціальний варіант з більш важкою кулею з бронебійним сердечником. Технічно є 10-зарядною гвинтівкою, яка використовує газовідвідну автоматику з коротким ходом газового поршня, розташованого під стволом. Подача набоїв при стрільбі проводиться коробчатих магазинів ємністю 10 набоїв.